# Lates longispinis
Lates longispinis е вид лъчеперка от семейство Latidae.

## Разпространение
Видът е разпространен в Кения.